# Cinéma birman
Le cinéma birman désigne la production cinématographique de la Birmanie. Il remonte aux années 1910, mais reste peu connu à l'étranger. Depuis les événements politiques de 1988, il subit la censure de la dictature au pouvoir. La plupart des films actuels sont des comédies à petit budget, destinées à la sortie directe en vidéo. 
À noter un film britanno-américain, Rangoon (1995), inspiré des événements politiques de 1988, mais tourné en Malaisie.

## Histoire

### Débuts
Les premières projections, à Rangoun, en 1898, sont dues à la Victoria Parsi Theaterical Company.
Par la suite, des films sont montrés par le magicien américain Carl Hertz (en) (1859-1924), puis par le pionnier indien Abdulally Esoofally (de) (1884-1957) et son cinéma itinérant Royal Bioscop (Mobile cinema (en), sous tente.
La première salle de projection en dur pour la projection de longs métrages multi-bobines est établie en 1911, à Rangoun. 

### Cinéma muet
Le premier film documentaire recensé aurait été réalisé par U Ohn Maung en 1920 aux obsèques du dirigeant indépendantiste Tun Shein.
U Ohn Maung réalise également en 1920 le premier film muet birman de fiction, (Love and Liquor (en) (1920, Amour et alcool).
Durant les années 1920-1930, divers réalisateurs birmans réalisent pour des compagnies birmanes une vingtaine de films.

### Cinéma sonore
Le premier film sonore birman, produit à Bombay (en Inde), est Ngwe Pay Lo Ma Ya (1932, L'argent ne s'achète pas), réalisé par Tote Kyi.
Après la grève nationaliste indépendantiste de 1936, la Birmanie britannique (1824-1942, puis 1945-1948) impose une censure d'État.
Parmi les films interdits, Do Daung Lan (1936, Notre drapeau de paon), Aung Thabyay (1937, Le Jamblon triomphant). Le film politique dramatique Boycotter (en) (1937), réalisé par le leader étudiant Ko Nu (1907-1995), présentant d'autres leaders étudiants comme Aung San (1915-1947), U Raschid (1912-1978) et Htun Ohn, est autorisé à la diffusion.
Durant la Campagne de Birmanie (1942-1945), l'occupation japonaise et l'État de Birmanie (1943-1945), la production cinématographique semble disparaître.
De toute façon, la presque totalité des films réalisés avant l'indépendance (1948) a disparu.

### 1948-1988: guerre froide
Le long conflit armé birman (guerre civile multiforme, 1947-présent) motive l'omniprésence des Forces armées birmanes dans presque tous les domaines. Le cinéma participe aux efforts de propagande. Sur la cinquantaine de films de fiction produits, peu sont mémorables : Palè Myetyay, Ludu Aung Than.
Thukha (en) (1910-2005), avec 33 films, est le plus grand réalisateur birman, plusieurs fois récompensé, particulièrement pour Bawa Thanthayar (en) (1956).

### Depuis 1988
Dans la période qui a suivi les événements politiques de 1988 (8888 Uprising), l’industrie cinématographique est de plus en plus contrôlée par le gouvernement. Après la décision du gouvernement d’ouvrir l’économie en 1989, l’industrie cinématographique est privatisée. La société cinématographique "Mingala" devient la société la plus puissante de l’industrie. Les stars de cinéma impliquées dans les activités politiques des années 1980 et 1990, comme Aung Lwin (en) (1935-) et Htun Wai (en) (1920-2005), sont interdites d’apparaître dans des films. Les films de certains réalisateurs comme Win Pe sont également interdits. Le gouvernement édicte des règles strictes sur la censure et détermine en grande partie qui produit les films, ainsi que qui reçoit les Oscars.
Au fil des ans, l’industrie cinématographique s’est également tournée vers la production de nombreux films direct-to-video à petit budget.
La plupart des films produits aujourd’hui sont des comédies. En 2008, seuls 12 films dignes d’être considérés pour un Oscar ont été réalisés, bien qu’au moins 800 VCD aient été produits.
Un autre problème qui afflige le cinéma birman est la forte baisse du nombre de salles de cinéma où projeter les films. Selon une enquête de décembre 2011, le nombre de théâtres à l’échelle nationale est tombé à seulement 71 par rapport à leur pic de 244. L’enquête a également révélé que la plupart étaient des théâtres vieillissants vieux de plusieurs décennies et que seulement six « mini-théâtres » avaient été construits entre 2009 et 2011. De plus, la grande majorité des théâtres étaient situés à Yangon et à Mandalay.
Au XXIe siècle, le cinéma birman a acquis une visibilité dans les festivals de films internationaux. En 2014, The Monk de The Maw Naing a été présenté en première au 49ème Festival international du film de Karlovy Vary. Suivi de la participation à des compétitions principales en tant que ; Le court-métrage The Robe de Wera Aung au 21e Festival international du film de Busan, Cobalt Blue d’Aung Pyoe au 72ème Festival du film de Locarno , et Money Has Four Legs de Maung Sun au 74ème Festival du film de Locarno. 
En 2019, certains médias locaux ont fait état d’un renouveau de l’industrie cinématographique locale, affirmant qu’en 2016, 12 films avaient été blanchis par la censure locale et attendaient d’être projetés, 18 en 2017, plus de 40 en 2018 et plus de 60 en 2019. Le succès de Now and Ever (2019), avec Zenn Kyi, a également été cité comme preuve du renouveau. Selon le Myanmar Times, le film birman le plus réussi en 2019 a été The Only Mom, réalisé au Myanmar par le réalisateur thaïlandais Chartchai Ketnust, mettant en vedette l’actrice birmane Wutt Hmone Shwe Yi et racontant l’histoire d’une famille qui a emménagé dans une maison hantée de l’époque coloniale. Le film mettait également en vedette un véritable médium spiritualiste birman, U Hla Aye, qui est mort après la fin de sa partie du tournage.